# 宮島律子
宮島 律子（みやじま りつこ、9月14日 - ）は、日本の歌手、作曲家、作詞家、編曲家。佐賀県出身。

## 来歴
妹の宮島理恵（M.Rie）と音楽ユニット「MILK」を結成。河合奈保子のバッキング・ボーカルに合格したのがきっかけで1985年から河合のバックバンド「Natural ＆ MILK」として本格的な音楽活動を始める。
のちに作曲家としても活動を始め、アニメ、アイドル、ジャズ、ロック、演歌など様々な分野に楽曲を提供している。また、國府田マリ子のライブでのバックバンド「マリ子BAND」にもキーボードで参加した。

## 楽曲提供作品
- AKB48グループ関連
  - AKB48
    - 「蜃気楼」（作曲）
    - 「純愛のクレッシェンド」（作曲）
    - 「黒い天使」（作曲）
    - 「フリしてマネして」（作曲）
    - 「おしべとめしべと夜の蝶々」（作曲）
    - 「奇跡は間に合わない」（作曲）
    - 「Two years later」（作曲）
    - 「女子高生はやめられない」（作曲）
    - 「B Stars」（作曲）
    - 「アイドルなんて呼ばないで」（作曲）
    - 「君のために僕は…」（作曲）
    - 「青空よ 寂しくないか?」（作曲）
    - 「風の待ち伏せ」（作曲）

  - NMB48
    - 「冬将軍のリグレット」（作曲）

  - SDN48
    - 「孤独なランナー」（作曲）

  - 渡り廊下走り隊7
    - 「思い出は遠いほど...」（作曲）

  - 渡辺麻友
    - 「新宿優等生」（作曲）

  - 岩佐美咲
    - 「鞆の浦慕情」（作曲）

- 内田有紀
  - 「お世話になりました」（作曲）
  - 「踊るCrazy Girlの冒険」（作曲）

- 児島未散
  - 「やっと、想い出と呼べる」（作曲）※RITSUKO名義

- 田原俊彦＆研ナオコ
  - 「恋すれどシャナナ」（作曲）

- 長山洋子
  - 「愛 ありがとう」（作曲）

その他
カミタミカ、城南海
金月真美、國府田マリ子、後藤邑子
田村ゆかり、丹下桜、久川綾、森口博子
『こすぷれCOMPLEX』、『エクスドライバー』、『それいけ!アンパンマン シャボン玉のプルン』
『Wind -a breath of heart-』、『となグラ!』
『おとぎストーリー 天使のしっぽ』、『真・魔装機神 PANZER WARFARE』
『Dancing Blade かってに桃天使!』などのアーティストや作品にも楽曲を提供している。

## 歌曲
- OVA『Marriage 結婚』イメージソング「If なんていらない」
  - 歌手：宮島律子 / 作詞：小林和子 / 作曲・編曲：濱田金吾

- OVA『新体操（仮） ～妖精たちの輪舞曲～』OP[3]「光のイマージュ」
  - 歌手：宮島律子 / 作詞・作曲：宮島律子 / 編曲：Hulk

- OVA『新体操（仮） ～妖精たちの輪舞曲～』ED「I believe ～あなたと生きる未来～」
  - 歌手：宮島律子 / 作詞・作曲：宮島律子 / 編曲：Hulk
- OVA『EARTHIAN』ED「Mother(for the EARTHIAN)」
  - 歌手：MILK(Ritsuko) / 作詞：上杉伸之助 / 作曲：濱田金吾

- ゲーム『re-laive』主題歌「Never Before」
  - 歌手：宮島律子 / 作詞：A.T. / 作曲・編曲：滝沢淑行

## MILK
MILKとして、次のアルバム（LP）を発表している。
- 『MILK』（J&L Records、28MNLP0001、1987年）
  - Side A.
  - 01. For A Week Story：作詞：Milk (宮島理絵)／作曲：Milk (宮島理絵)／編曲：塚田のび太
  - 02. Wake Up：作詞：有馬葉子／作曲：増田有紀江（VELVET PΛW）／編曲：増田有紀江（VELVET PΛW）
  - 03. Last Dance：作詞：Milk (宮島理絵)／作曲：Milk (宮島理絵)／編曲：小野塚 晃 (Dimension、TUBE)
  - 04. 白い雨：作詞：Milk (宮島律子)／作曲：Milk (宮島律子)／編曲：片山敦夫（CRAZY BOYS ）
  - Side B.
  - 01. サヨナラはValentinday：作詞：Milk (宮島理絵)／作曲：Milk (宮島理絵)／編曲：片山敦夫（CRAZY BOYS ）
  - 02. Parting：作詞：Milk (宮島理絵)／作曲：Milk (宮島理絵)／編曲：長岡長次郎（長岡成貢）
  - 03. 視線に I Feel So Love：作詞：Milk (宮島律子)・名田谷香織／作曲：Milk (宮島律子) ／編曲：塚田のび太
  - 04. You're The One：作詞：Milk (宮島理絵)・飽戸ちひろ（VELVET PΛW）／作曲：Milk (宮島理絵)／編曲：塚田のび太
  - 05. "Thank You" For You：作詞：Milk (宮島理絵)／作曲：Milk (宮島理絵)／編曲：小野塚 晃 (Dimension、TUBE)
  - Produced by 桑原 保 & MILK  (宮島律子 & 宮島理絵)